# ChessBase
ChessBase je německá společnost, která vyrábí šachový software, provozuje šachový web a server pro online šachy. Udržuje a prodává rozsáhlé databáze, obsahující odehrané šachové partie v takovém rozsahu, který umožňuje analýzy před vznikem výpočetní techniky nepředstavitelném. Databáze obsahují data z dříve odehraných partií, program ukazuje možnosti novinek a analyzuje chyby. Umožňuje také konečné vyřešení některých problémů šachových koncovek.

## Společnost

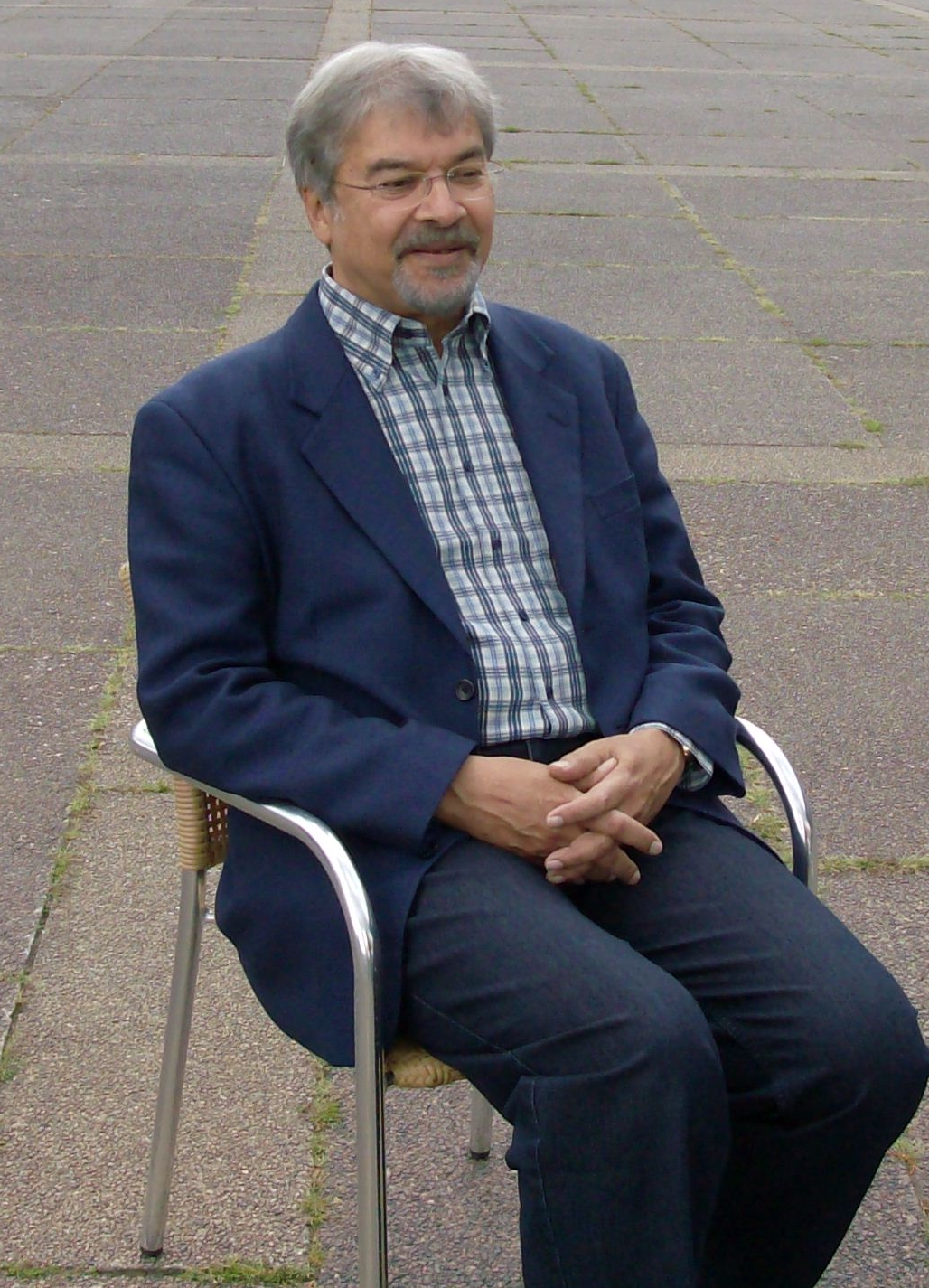
Frederic Friedel, zakladatel ChessBase

Společnost s názvem ChessBase GmbH je společnost s ručením omezeným sídlící v Hamburku. Založena v roce 1985 Fredericem Friedelem. ChessBaseUSA je zastoupením ChessBase ve Spojených státech.

## Produkty

### Databáze
Společnost spravuje a šíří rozsáhlou online databázi. V dubnu 2008 obsahovala 4,2 milionu šachových partií. Online databáze je plně přístupná softwarovými produkty ChessBase.
ChessBase je také jméno oblíbeného komerčního databázového programu, který společnost vyvinula k ukládání a vyhledávání záznamů o partiích pro počítače s operačním systémem Microsoft Windows. ChessBase užívá vlastní formát k ukládání partií, ale umí zpracovávat i partie ve formátu portable game notation (PGN). Vlastní formát zabírá menší prostor na disku a uchovává informace, které PGN nezahrnuje. Software umožňuje i konverzi mezi formáty v obou směrech.
Program umožňuje vyhledávání partií i pozic v partiích, založené na jménech hráčů, šachových zahájeních, vybraných taktických či strategických motivech, materiální rovnováze nebo nerovnováze a vlastnostech pozice. Software ChessBase integruje i analytické nástroje jako jsou nástroje ChessBase Fritz, Junior či nástroje nekomerční jako Crafty, Comet nebo Anaconda.
Poslední verze ChessBase 16 byla vydána v roce 2016. Zdarma šiřitelná verze s omezenou funkcionalitou nese název ChessBase Light 2009. Verze zdarma je omezena na maximálně 32 tisíc partií v databázi. Pro analýzy obsahuje nástroj Fritz 6.

### Programy
Společnost ChessBase vyrábí a prodává rodinu šachových programů Fritz (Shredder, HIARCS, Junior, ChessTiger, NIMZO nebo Zap!Chess). Některé jsou k dispozici i ve verzích pro platformu Mac OS. I nejvýznamnější hráči potvrzují, že tyto analytické nástroje bohatě užívají. Jevgenij Barejev prohlásil: „Já přicházím s myšlenkami? Ne. Fritz přichází s myšlenkami.“

### Zpravodajský portál

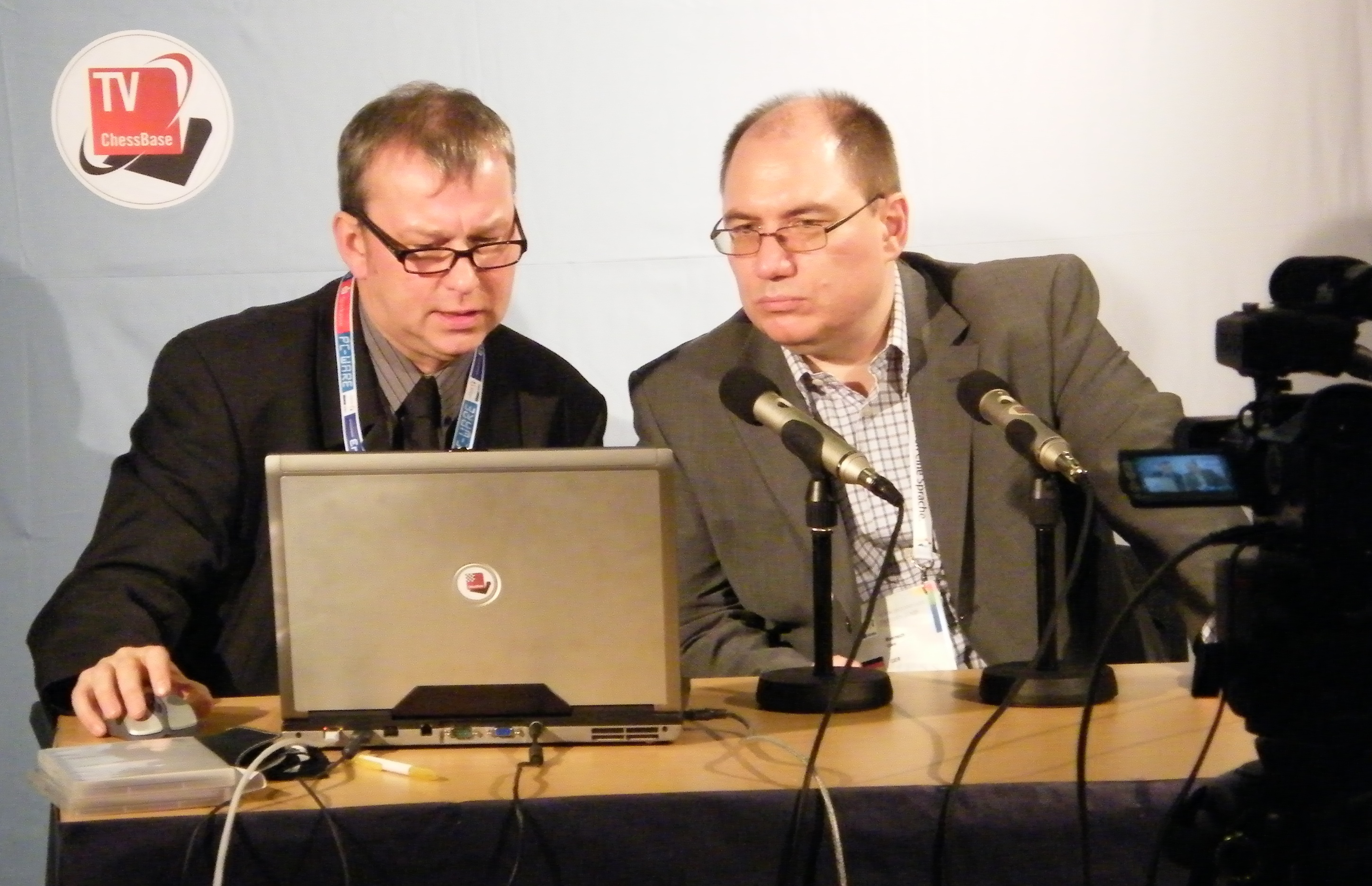
Moderátor André Schulz a německý spolkový trenér Uwe Bönsch komentují pro ChessBase-TV v průběhu 38. šachové olympiády v Drážďanech

ChessBase provozuje i zpravodajský web ChessBase News, který obsahuje jak šachové zprávy, tak informace o produktech společnosti. Je vydáván v angličtině, němčině a španělštině.

### Další produkty a služby
ChessBase rovněž vydává řadu CD a DVD, které zahrnují monografie slavných hráčů, taktická tréninková cvičení a příručky pro různá šachová zahájení. Vydává šestkrát ročně časopis ChessBase Magazine v podobě tištěného časopisu s doprovodným CD, obsahující šachové zprávy, články o novinkách v šachové hře, aktualizace databáze a další příspěvky. Datové nosiče je možné prohlížet prostřednictvím softwaru společnosti, ale některé je možné prohlížet na zdarma šířené verzi ChessBase Light.